# Amerindieni

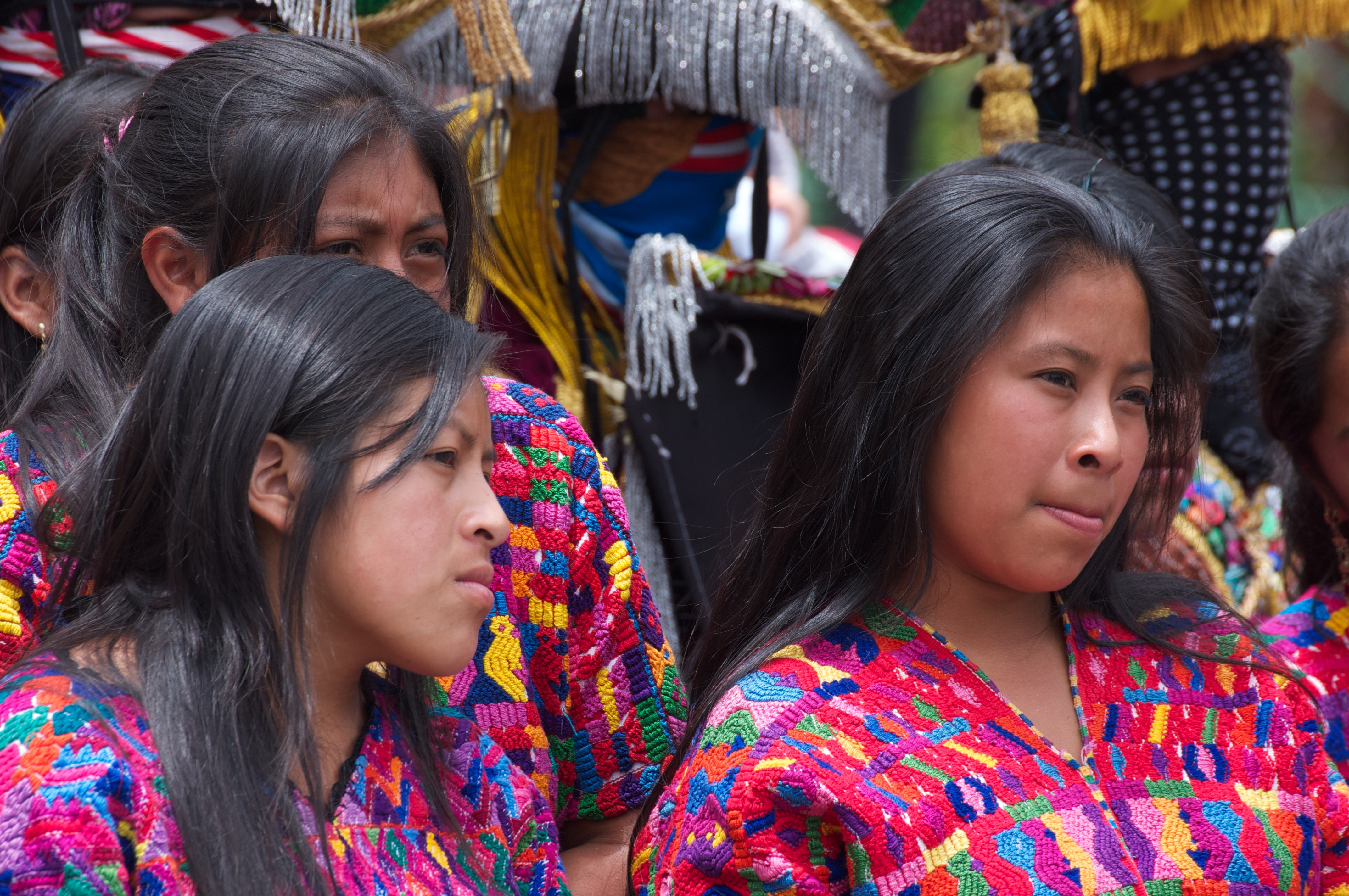
Tinere femei mayașe

Locuitorii nativi ai celor două Americi sau amerindienii sunt locuitorii pre-columbieni ai continentului America, descendenții acestora și multe alte grupuri etnice care se identifică cu aceste grupuri de oameni.
Referirile la aceste grupuri de locuitori nativi sau indigeni ai Americii cuprind, printre altele, „americani nativi”, „primele națiuni”, sau chiar denumirea, total incorectă geografic, dată de către exploratorul Cristofor Columb (1451-1506 d.C.), „indieni”, ultimul termen fiind astăzi nuanțat la rasa: americano-indiană, indieni americani, amerindieni. În trecut, vocabularul popular includea termeni precum „indienii roșii” sau „pieile roșii”. În contexul contemporan al drepturilor omului și al postcolonialismului, astfel de expresii, inclusiv termenul „indieni”, sunt considerate peiorative.

## Amerindienii din Statele Unite ale Americii
Amerindienii care traiesc în interiorul granițelor actuale ale Statelor Unite ale Americii (inclusiv populațiile indigene din Alaska și Hawaii) includ numeroase triburi și grupuri etnice, multe dintre ele reprezentând națiuni suverane distincte. Eticheta lingvistică pe care astfel de indivizi „nativi” aleg să o folosească pentru a se descrie diferă în funcție de regiune și generație. De exemplu, numeroși amerindieni nativi se identifică drept „indieni”, în timp ce indivizii mai tineri se descriu deseori ca „indigeni”. Termenii care ar trebui (sau nu) folosiți de către persoanele non-native conduc deseori la diverse controverse. Cu toate acestea, expresia „american nativ” a fost adoptată, în spațiul anglofon, de numeroase grupuri academice și trusturi de presă, deși nu include, de regulă, nativii americani din Hawaii sau pe cei din Alaska, precum Aleut, Yup'ik sau Inuit. Popoarele native din Canada sunt cunoscute ca „primele națiuni”.
La momentul primului contact cu imigranții vestici, cultura indigenă era diferită față de majoritatea creștină și proto-industrială a civilizației din care proveneau imigranții occidentali. Unele dintre culturile native din nord-est și sud-est erau, de exemplu, matriliniare și funcționau ca sisteme colectiviste, cu totul nefamiliare europenilor. Majoritatea triburilor americane indigene întrețineau terenurile de vânătoare și pe cele arabile în mod colectiv, în beneficiul întregului trib. Europenii proveneau din culturi patriarhale, care dezvoltaseră concepte cu totul diferite legate de drepturile individuale de proprietate. Diferențele culturale între indigenii deja stabiliți în America de Nord și imigranții europeni, combinate cu o dinamică complexă a diverselor alianțe tribale, au creat tensiuni politice și au condus la numeroase violențe sectare și la tulburări sociale pe o scară extinsă. Pe lângă atrocitățile specifice războiului, în care tehnologia avansată a europenilor le-a permis deseori masacrarea unor întregi triburi de amerindieni într-un timp relativ scurt, indigenii au suferit în urma unei mortalități galopante cauzate de boli europene față de care nu dobândiseră imunitate. Se presupune, în acest sens, că epidemiile de variolă au cauzat cele mai multe decese în rândul populației indigene, în ciuda faptului că estimarile variază semnificativ, de la un milion la 18 milioane de victime  . De asemenea, variola a fost folosită de imigranți ca armă biologică, de exemplu prin „dăruirea” de paturi infectate în mod deliberat cu acest virus.

## Popoare

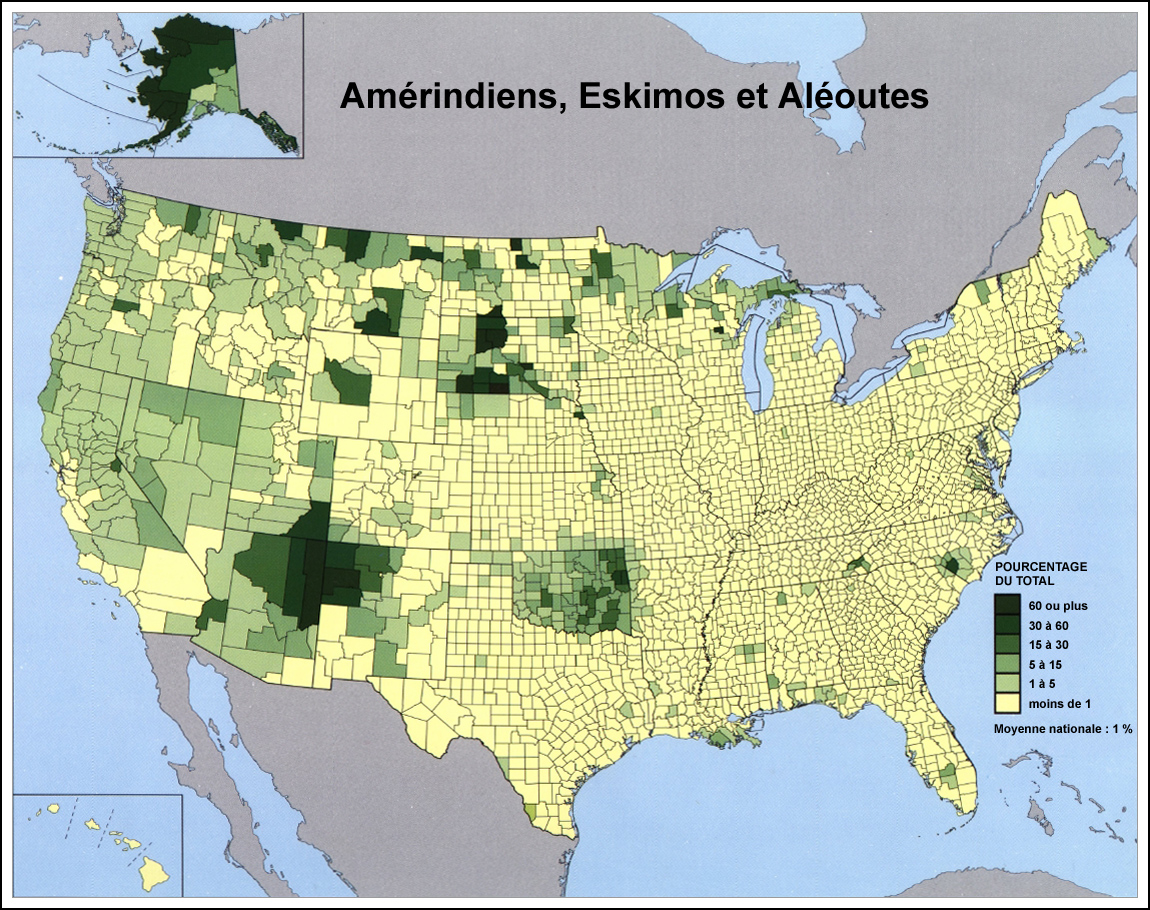
Hartă cu principalele concentrări de amerindieni în SUA

### America de Nord
- Irochezi
- Abenaki
- Huroni
- Cele cinci triburi civilizate
  - Cherokee
- Sioux
- Mandani
- Comanși
- Apași
- Navajo
- Hopi (pueblo)
- Zuni (pueblo)
- Athabasca
- Cree
- Ojibwe

### Mesoamericași America de Sud

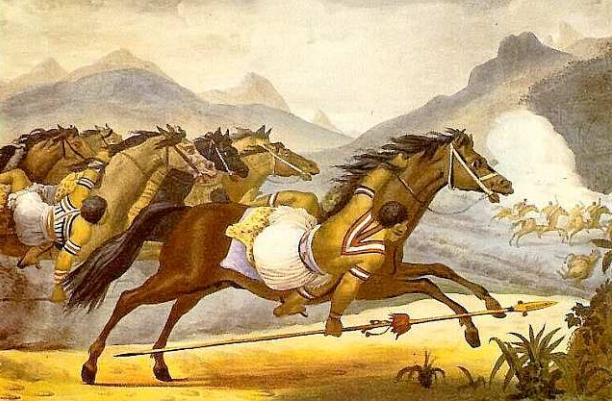
Atac al amerindienilor sud-americani călare. Tablou de Debret, 1822.

- Azteci
- Maiași
- Taino
- Caribi
- Muisca
- Quechua
- Aimara
- Bororo
- Tupi
- Guarani
- Mapuche (araucanii)
- Tehuelche (patagonezii)

## Galerie foto

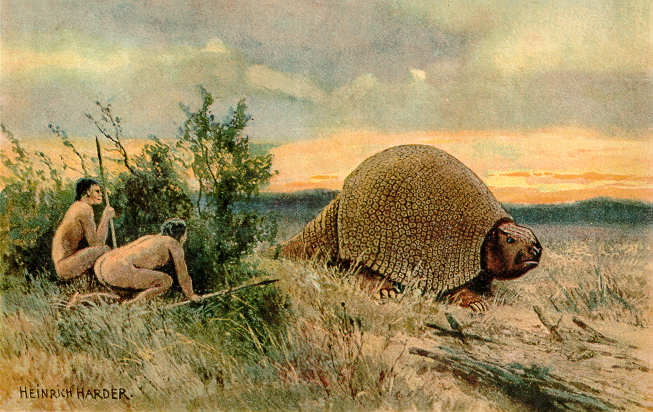
Paleo-indieni vânând un gliptodon
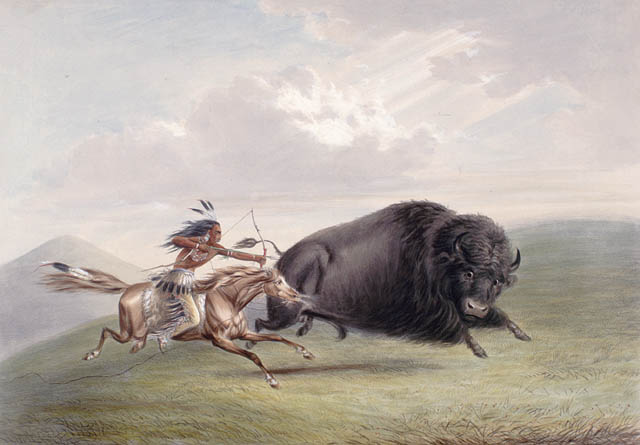
Amerindian de câmpie la vânătoare de bizoni.
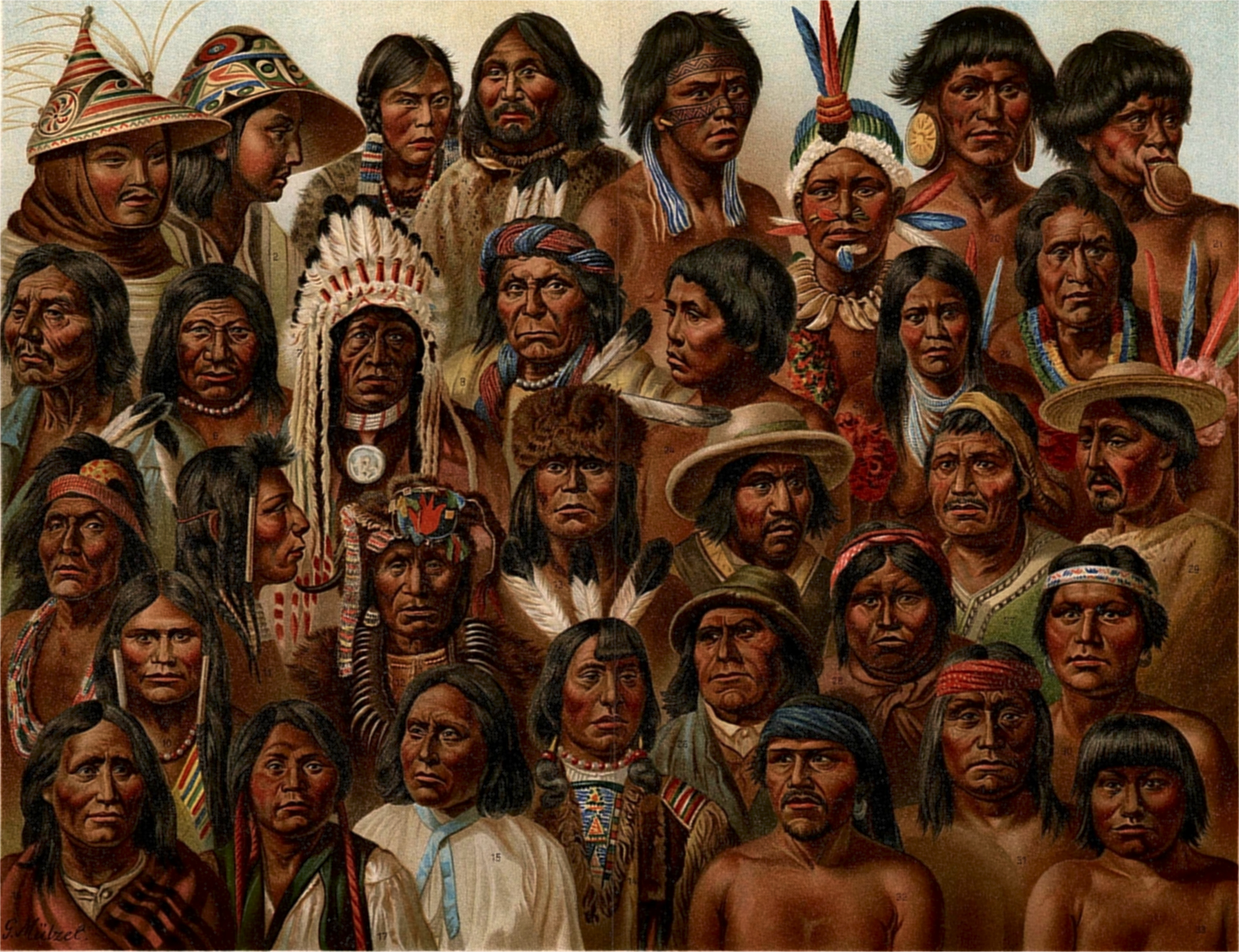
Amerindieni de la începutul secolului XIX.